# Universidad Católica Andrés Bello Rugby Club
La Universidad Católica Andrés Bello Rugby Club es un equipo venezolano de rugby. Está afiliado a la Federación Venezolana de Rugby. Tiene su sede en Caracas. Fue fundado en 1991. La UCAB Rugby Club juega sus partidos de local en el campo de fútbol de la Universidad Católica Andrés Bello.
En 1995 se creó el equipo femenino. El equipo femenino es organizador del torneo Seven de las Flores.